# Harinsart
Harinsart is een plaats in de Belgische streek de Gaume in de Provincie Luxemburg in de gemeente Habay.
Deelgemeenten: Anlier · Habay-la-Neuve · Habay-la-Vieille · Hachy · Houdemont · Rulles

Overige dorpen: Harinsart · Marbehan · Nantimont · Orsainfaing · Pont d'Oye

Belgische gemeenten · Arrondissement Virton · Luxemburg · Wallonië